# 巴氏擬鱥
巴氏擬鱥（學名：Pseudophoxinus battalgilae），為輻鰭魚綱鯉形目雅羅魚科的其中一個種，分布亞洲土耳其安納托利亞中部的貝伊謝希爾湖和圖茲湖流域，體長可達11公分，棲息在淡水湖泊底中層水域，生活習性不明。

## 扩展阅读
維基物種上的相關：巴氏擬鱥